# 1974 na informática
Nesta página encontrará referências aos acontecimentos directamente relacionados com a informática, ocorridos durante o ano de 1974.

## Nascimentos
| Data       | Nome           | Profissão                            | Nacionalidade | Observações | Ref |
| ---------- | -------------- | ------------------------------------ | ------------- | ----------- | --- |
| 7 de julho | Gabriel Torres | escritor de livros sobre informática | Brasil        |             |     |

## Mortes
| Data | Nome | Profissão | Nacionalidade | Observações | Ref |
| ---- | ---- | --------- | ------------- | ----------- | --- |